# براندان مور
براندان مور (بالإنجليزية: Brendan Moore)‏ (16 أبريل 1992 بإلميرا في الولايات المتحدة - ) هو لاعب كرة قدم أمريكي في مركز حراسة المرمى.

## وصلات خارجية
- براندان مور على موقع الدوري الأمريكي (الإنجليزية)
- براندان مور على موقع قاعدة بيانات كرة القدم.إي يو (الإنجليزية)
- براندان مور على موقع Soccerbase.com (لاعب) (الإنجليزية)
- براندان مور على موقع Soccerway.com (الإنجليزية)
- براندان مور على موقع عالم كرة القدم.نت (الإنجليزية)